# 船尾座QS
船尾座QS，又名CD-46 3460，HD 63949、SAO 219034、HR 3058，是船尾座的一颗恒星，视星等为5.84，位于銀經260.61，銀緯-10.42，其B1900.0坐标为赤經7h 46m 12.1s，赤緯-46° -10.42′ 21″。